# Zeckerin
Zeckerin (niedersorbisch Zagorin) ist ein Ortsteil der Stadt Sonnewalde im Landkreis Elbe-Elster in Brandenburg.

## Geografie und Verkehrsanbindung
Zeckerin liegt nördlich der Kernstadt Sonnewalde an der Kreisstraße K 6234. Östlich verläuft die B 96, südlich die Landesstraße L 701 und südwestlich die L 703. Westlich erstreckt sich das rund 328 ha große Naturschutzgebiet Lugkteichgebiet mit dem Lugkteich. Unweit nördlich verläuft die Grenze zum Landkreis Dahme-Spreewald.

## Geschichte
Zeckerin wurde am 1. Mai 2002 nach Sonnewalde eingemeindet.

## Sehenswürdigkeiten
- In der Liste der Baudenkmale in Sonnewalde ist für Zeckerin die Dorfkirche Zeckerin als einziges Baudenkmal aufgeführt.
- In der Liste der Naturdenkmale in Sonnewalde ist für Zeckerin eine Stieleiche als Naturdenkmal aufgeführt.